# Lycorea
Genre
Lycorea est un genre de papillons appartenant à la famille des Nymphalidae, à la sous-famille des Danainae et à la tribu des Danaini. Ils résident en Amérique centrale et en Amérique du Sud.

## Historique et  dénomination
- Le genre Lycorea a été décrit par l'entomologiste britannique Edward Doubleday en 1847[1].
- L'espèce type pour le genre est Lycorea halia [2].

### Synonymes
- Ituna (Doubleday, 1847)[3]
- Lycorella (Hemming, 1933)[4]

## Taxinomie
Liste des espèces
- Lycorea halia (Hübner, 1816) Espèce type pour le genre.
- Lycorea ilione (Cramer, [1775])
- Lycorea pasinuntia (Stoll, [1780])[2].

Lycorea halia - MHNT
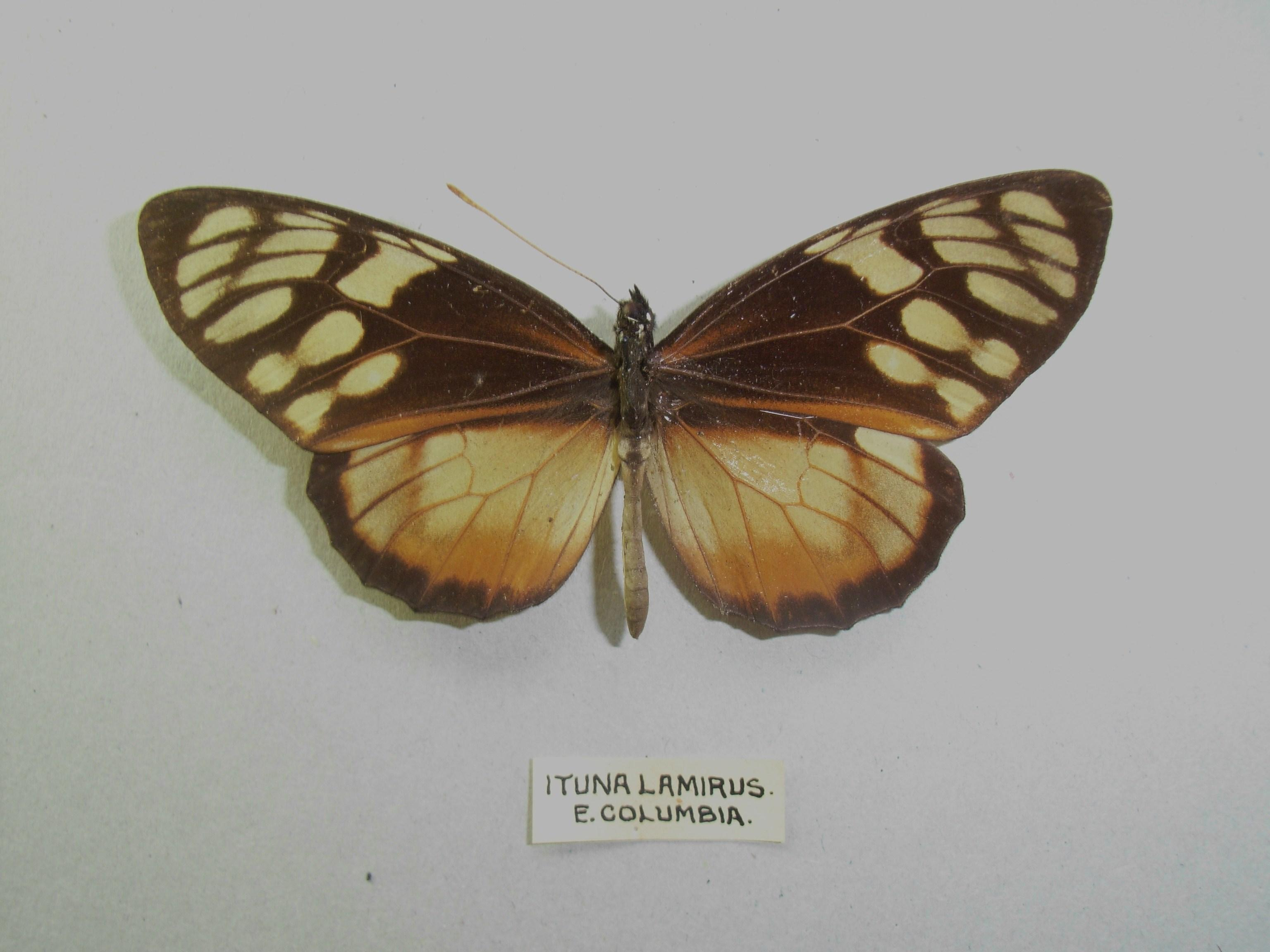
Lycorea ilione